# 大躍進政策
大躍進政策（だいやくしんせいさく、繁体字: 大躍進、簡体字: 大跃进、拼音: dàyuèjìn、英語: Great Leap Forward）とは、毛沢東が主導した中国の農作物と鉄鋼製品の増産政策である。
1957年6月に中国共産党によるプロレタリア独裁を批判した民主派や知識人を「右派分子」とレッテルを貼って弾圧した反右派闘争で中国共産党への批判は不可能となった上に、中国共産党内部でも毛沢東への個人崇拝が絶対化されたため、党内主導権を得た毛沢東の指導のもと、1958年5月から1961年1月までの間に中華人民共和国では農作物と鉄鋼製品の増産命令が発せられた。反対派を粛清し、合作社・人民公社・大食堂など国民の財産を全て没収して共有化する共産主義政策を推進した毛沢東は、核武装や高度経済成長によって先進国であるアメリカ合衆国やイギリスを15年で追い落とすと宣言した。
しかし、非科学的な増産方法の実施、四害駆除運動で蝗害を招き、政策に反対する多数の人民を処刑死・拷問死に追い込んだため中国国内で大混乱を招き、中華人民共和国大飢饉（推定3500万〜5500万人が死亡）が発生し、産業・インフラ・環境の大破壊や中華人民共和国最少出生数記録更新を招いた。飢餓による死者に加えて、何百万人もの人々が殴打、拷問、処刑によって死亡した。 この運動の期間中に全住宅の30%以上が破壊された。

## 概説

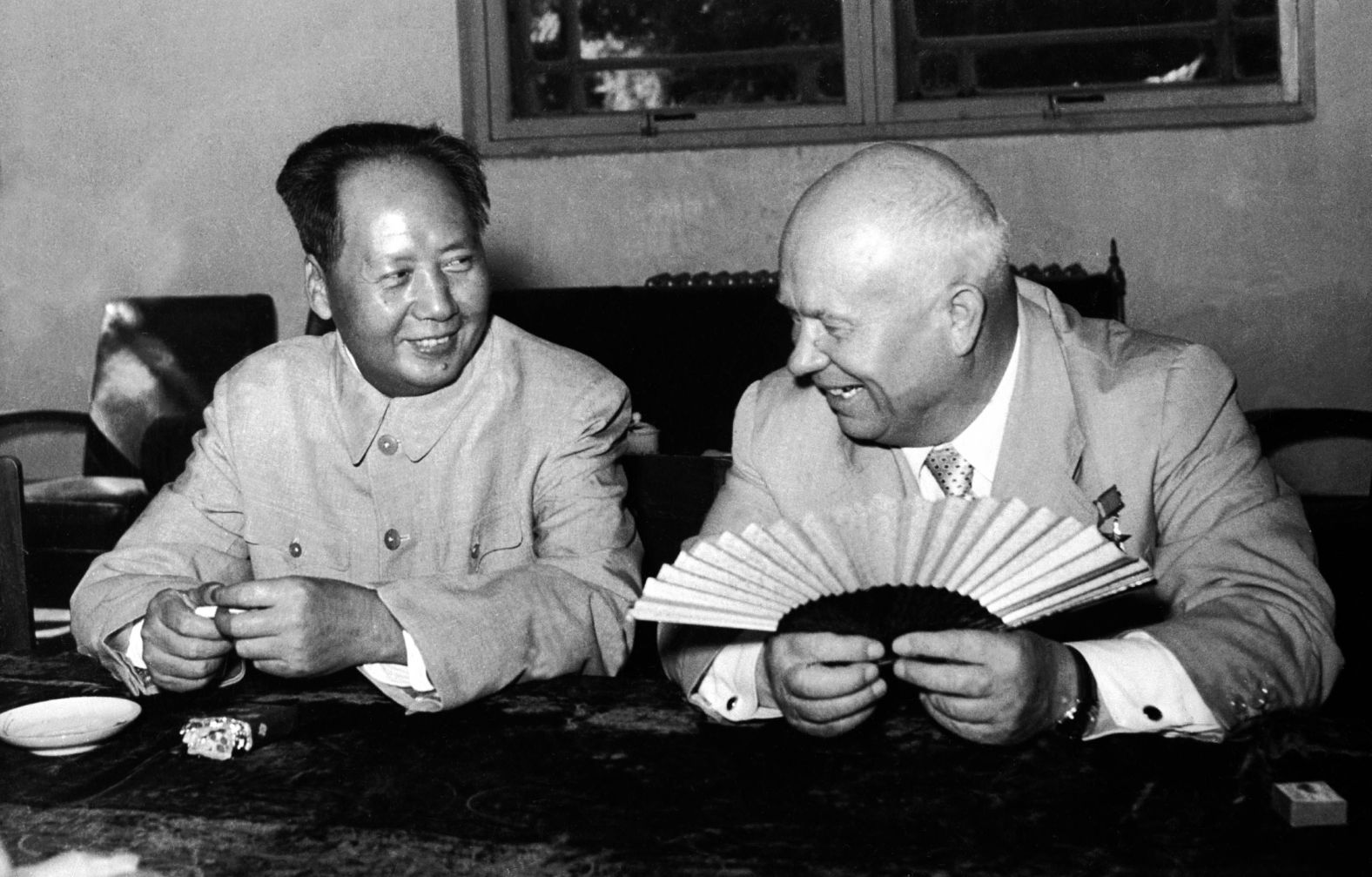
ソ連共産党のニキータ・フルシチョフ第一書記（右）と中国共産党の毛沢東党主席

1957年11月6日、ソ連のニキータ・フルシチョフ第一書記は「ソ連は工業生産（鉄鋼や石油、セメント）および農業生産において15年以内にアメリカを追い越せるだろう」と宣言した。
中ソ対立が鮮明化しつつあった中、毛沢東共産党主席はこれに触発され、1958年5月の第二次五ヵ年計画において中国共産党指導部は、当時世界第2位の経済大国であったイギリスをこれらの農工業の生産指標において15年で追い越し、アメリカに追いつくという、壮大な計画を立案した（超英赶美）。
しかし、市場原理を無視して一部の農工業生産指標のみにおいて3年間でイギリスとアメリカを追い越すほどのノルマを人民に課し、杜撰な管理の元でこれらの農工業製品のみに対して無理な増産を指示したため却って生産力低下をもたらした。
1959年7月から8月にかけて、江西省の廬山における会議（廬山会議）において、彭徳懐国防部長（元帥）が大躍進政策の問題点を諫めた。この指摘に対して毛沢東は労働者を搾取する制度を正当化する観点が含まれているとして、社会主義への裏切りであると拒否した。毛沢東の激しい反撃の前に多くの共産党有力者は日和見的態度をとるか、彭徳懐を支持した少数の者らも毛沢東側に自己批判を迫られる状態となり、彭徳懐は孤立化、失脚させられた。この結果、同政策に意見するものがいなくなるとともに、一層無理なノルマが課されるようになり、ノルマを達成できなかった現場指導者たちは水増しした成果を報告した。そして、その報告を受け取った毛沢東は実態を把握しないまま更なる増産を命令するという悪循環に陥っていったのである。
また、当時の中国共産党の指導層は高等教育を受けた者が少なく、無学が故に、需要・流通・輸出入・インフラなどを含めたマクロ経済やミクロ経済のメカニズムのみならず、生態系全体のシステムをも完全に無視し、単に数字上の生産目標達成のみを目的とした単純かつ一面的な計画を押し付けたことも甚大な被害を招いた原因の一つである。経済のシステムや自然を、ごく単純な合理思考で改造・操作できると考えてしまったのである。

## 詳細

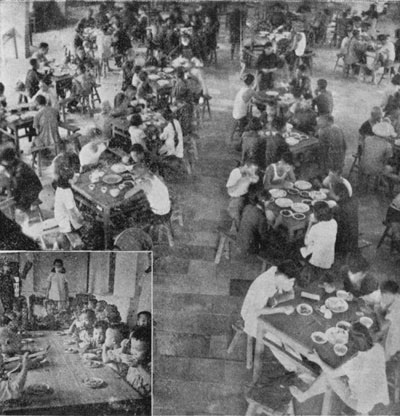
当初、農民たちは人民公社の食堂で食事が無料で提供された。しかし食料が不足すると、この方針は変更された

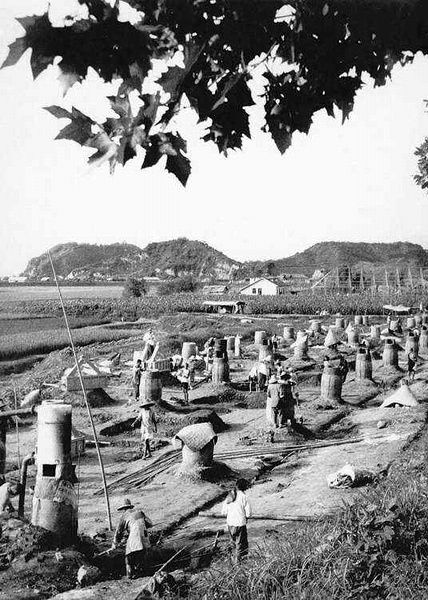
農家の庭に造られた炉

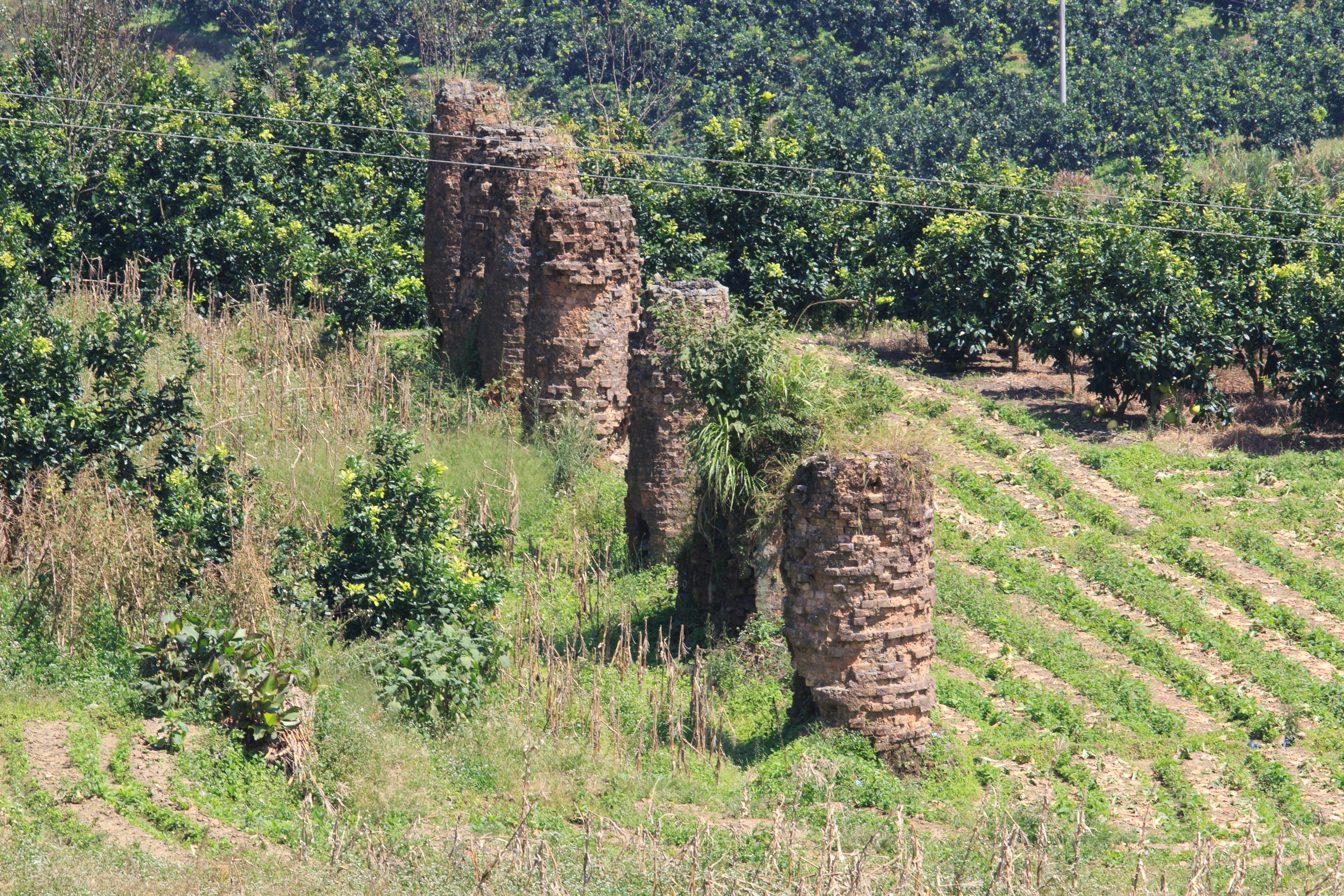
福建省南靖県書洋鎮五更寮村にある製鋼炉の遺跡。現存する「大躍進」の遺跡としては貴重である

大躍進政策は多くの「運動」の総称である。ここでは主要なものを列挙する。

### 大製鉄・製鋼運動

#### 概要
1958年10月から鉄鋼の大増産を目指して原始的な溶鉱炉（土法炉）を用いた製鉄が全国の都市、農村で展開されたが、金属工学の専門家もそれに適した設備も存在せず、原材料も満足に確保できない中で、素人に良質な鋼鉄が作れるはずもなかった。

#### 建設資材
土法炉を建設するための主な資材である耐火煉瓦の供給は皆無に等しく、一般住居用の煉瓦ですら供給不足の状態だった。このため、煉瓦製の塔・寺院・城壁など、全土で多数の歴史的建造物が土法炉建設用の煉瓦採取の目的で解体・破壊された。

#### 燃料の確保
目標としていたイギリスやアメリカに比べ電化が遅れていたことから、農村部などほとんどの地方では木炭を燃料としていたため、必然的に土法炉の還元剤にも木炭を使用することになった。この事は木炭を生産する目的で、全土で樹木の大規模な伐採が開始されることを意味した。
伐採の対象は事実上無差別・無分別であり、果樹園の果樹・園芸用の灌木も例外では無かった。石炭が入手可能な都市部でも、コークス炉を備えていない場合が多く、石炭を地上で直接燃やしてコークスを生産する方法を採用したことにより、結果的に大量の石炭を浪費することになった。

#### 原料の確保
鉄鉱石は石炭同様産地が限られている上に供給不足の状態であり、多くの地方では砂鉄の入手すら困難な状況にあった。このため、都市部では鉄製の各種設備・構築物を解体した。農村部では人民公社で農業と食事を集約化するので不要になるという名目で、各家庭の鉄製の農機具・炊事用具を供出させた。これらの供出された屑鉄を土法炉に投入するという、鉄製器具で屑鉄を生産する本末転倒な状態に陥った。

#### 結果
1117万トン生産された鉄の内、60パーセントが全く使い物にならない粗悪品（銑鉄）だった。それでも増産計画に従って生産を続けたため資源を大量に浪費する結果となった。さらにこれらの無理な増産計画によって作られた粗悪なものを含む鉄の用途、さらに販売流通も全く考慮されていなかったために、工業生産から流通までに長期間にわたり悪影響を残した。
また、この時の製鉄事業により大量の木材が伐採された為、2010年代に至っても中華人民共和国では毎年洪水が発生している。しかも農民が大量に駆り出された為に管理が杜撰となった農地は荒れ果ててしまい、ノルマ達成のために農民の保有する鍋釜・農具まで供出されたために、地域の農業や生活の基盤が破壊されてしまった。

### 四害駆除運動
1958年2月から四害（伝染病を媒介するハエ・蚊・ネズミ・農作物を食い荒らすスズメ）の大量捕獲作戦が展開された。中国語では「除四害運動」と呼ばれたが、スズメを大量に駆除したことから、「打麻雀運動」、「消滅麻雀運動」とも呼ばれる。しかしスズメの駆除はかえってハエ・蚊・イナゴ（蝗害）・ウンカなどの害虫の大量発生を招き、農業生産は大打撃を被った。
スズメは農作物を食べると同時に害虫となる昆虫類も食べ、特に繁殖期には雛の餌として大量の昆虫を消費している。指導層の無知が故に食物連鎖の生態バランスを完全に無視した結果だったのである。後に駆除対象はスズメから南京虫に変更され、ソ連から大量のスズメが送られたといわれている。

### 密植・深耕運動
伝統的な農法も科学的知識に基づく近代農法も全く無視した政策が実行に移された結果、農業などにさらに大きなダメージを与えることとなった。まず第一に人民公社の設立などによって農村のコミューン化を強力に推し進めた。これは生産意欲の減退に繋がったが、1978年12月に生産責任制が導入されるまで一応システムとしては存在した。
また、ルイセンコの学説に基づいた農業開発を行った。これは度を越えた密植や種を2メートル以上の深い穴に埋める事であり、農業技師の助けも借りずに素人を動員して灌漑機構を作ったりするなどという稚拙なものであった。当然のごとくこれらの手法は全く効果を上げず、凄まじいまでの凶作になった。

### チベット地域
1958年5月に始まった大躍進政策は軍事侵攻の末に同国に併合されて間もないチベットでも行われた。しかし餓死者は続出し、1989年の中国社会科学院の調査では、飢饉で死亡した数は1500万人とされる。この他、人口統計学者のジュディス・バニスターは、3000万人と推計している。1980年代の北京経済制度研究所による報告書では、パンチェン・ラマの故郷である青海省では、人口の45パーセントに当たる90万人が死亡し、四川省では900万人が死亡したという。飢饉について研究したジェスパー・ベッカーは、「中国のいかなる民族も、この飢饉によってチベット人ほどの苛酷な苦難に直面した人々はいない」と指摘している。

#### パンチェン・ラマ10世の諌言
チベットに対する中国共産党政府の抑圧政策の実状に触れるにつれ、パンチェン・ラマ10世は1962年、中華人民共和国のチベット支配を批判した諌言「七万言上書（7万字の覚書）」を上奏した。七万言上書は長らく極秘文書であったが、のちに発見された。
1962年5月18日、パンチェン・ラマはチベット政府首班の地位を周恩来国務院総理に譲る。李維漢統一戦線部部長は3カ月間諌言を受けて改善を実行しようとしたが、同年8月に毛沢東は中止を指示し、李はパンチェン・ラマとの結託を批判され、パンチェン・ラマも自己批判を命じられ、1963年にラサで50日間の闘争集会に掛けられたあと、北京に送還された。なお1960年に法学者国際委員会報告書は、チベットにおいてジェノサイド（民族絶滅を意図する大虐殺）があった明らかな証拠があると発表しており、七万言上書はこの見解を裏付けるものとなった。この七万言上書について周恩来は「事実ではない」と答えている。
七万言上書は1959年3月のチベット動乱（1959年のチベット蜂起）に対する中共政府の過剰な報復的処罰を批判している。
大躍進政策によるチベットの惨状についてパンチェン・ラマは周恩来国務院総理に改善を求めている。
チベットの多くの地域で、民衆が餓死している。地域によっては、民衆が全滅してしまった所もあり、死亡率は恐ろしく高い。過去においてはチベットは、暗く野蛮な封建社会であった。しかし、このような食料不足を経験したことは無かった。特に仏教が広まってからは、そうであった。チベット地区の民衆は、極端な貧しさの中に生きており、老いも若きも殆どが餓死寸前である。あるいは非常に衰弱し、病気に抵抗できなくて死んでいる
また、公共食堂での食事を義務づけられた際、チベット民衆は1日当たり180グラムの、草や葉っぱや木の皮などが混じった小麦が配給されるのみで、パンチェン・ラマは次のように書いている。
この恐るべき配給は、命を支えるのに充分でなく、民衆は飢餓の恐ろしい苦痛に苛まれている。チベットの歴史において、こんなことは起きたことがない。民衆は夢の中でも、こんな恐ろしい飢餓を想像することはなかった。地域によっては、1人が風邪を引くとそれが数百人に伝染し、それによって多数の人が死んで行く。（中略）チベットでは1959年から1961年までの2年間、牧畜と農業はほとんど完全に停止させられた。遊牧民は食べる穀物が無く、農民は食べる肉もバターも塩も無かった。いかなる食料も材料も、輸送することが禁じられた。それだけでなく民衆は出歩くことを禁止され、携帯用のツァンパ（麦焦がし）袋も没収され、多くの人々がそれに抵抗してあちこちで抗争が起こった
カム地方でも1965年まで飢餓が続き、パンチェン・ラマが批判した惨状が継続していた。他にもパンチェン・ラマはチベット民族の消滅を危惧している。
パンチェン・ラマ10世は文化大革命の際に紅衛兵に拘束されて1968年から1978年まで10年間投獄され、出獄後も1982年まで北京で軟禁された。パンチェン・ラマ10世は1989年の演説で「チベットは過去30年間、その発展のために記録した進歩よりも大きな代価を支払った。二度と繰り返してはならない一つの過ち」と自説を述べた。これは中共政府の用意した原稿を無視した演説であった。その発言のわずか5日後、パンチェン・ラマ10世は死去した。中華人民共和国政府は死因を心筋梗塞と発表したが、チベット亡命政府や西側のチベット独立運動家などは暗殺説を主張した。

## 毛沢東の一時失脚・文化大革命
毛沢東の主導で大躍進政策が全国で行なわれた結果、生産量を増大させた地方・地区がより「革命的」であり、その地区の共産党幹部がより有能で、昇進が約束される風潮が蔓延した。そのため、各地の共産党幹部は目先の功を争い、毎年、中央人民政府に「党の指導によって、前年より更にこれだけの飛躍的な生産拡大がもたらされた」と報告し、現実の生産量を過剰申告したり、地区中の作物を一区画の畑に集めて写真を撮り虚偽宣伝する事例が全土で横行した。ある地区で農作物の生産量が増大したと宣伝された場合、隣接地区の幹部も対抗上、生産量が増大したと虚偽報告するしかなく、中央への申告と実際の生産量とのギャップは年々広がる一方であった。そして中央政府は、地方から報告された生産量を前提に、輸出などに回す穀物の供出を地方政府に命じた。「地方幹部は生産量を過剰申告したとも言えず、一度『増えた』生産量を減らすわけにもいかず、辻褄あわせに農村から食糧を洗いざらい徴発した。その結果引き起こされたのが、広範囲の農村で餓死者続出の大飢饉だった」と周恩来に近かった関係者は証言する。飢餓の最悪期にも中国はソ連からの借款の返済に農作物を輸出していた。また都市部の倉庫は穀物で一杯だったという証言が残されている。
1959年、農業生産が激減、全国で大飢饉が発生したことで党内の権力基盤が弱まり、毛沢東は政策失敗を認めて自己批判を行ない、実質的な権力を失った。しかし、国家主席を継いだ劉少奇からの復権を狙い、1966年に毛沢東は文化大革命を起こす。

## 犠牲者数
結局大躍進政策は数千万人の餓死者を出す惨憺たる大失敗に終わった。1959年にあるデータでは大躍進政策による餓死者数は3635万人であったという。犠牲者数には諸説あるが、中国統計年鑑2017年版ですら1625万人もの人口減が確認できるほどの大飢饉であった。中国共産党の内部文書には1958年から1965年の間に4500万人が大飢饉で死亡したと記録されている。サミュエル・ジョンソン賞を受賞したフランク・ディケーターは大躍進政策のための中国人死者は7000万人を越えると指摘している。国内で起こった混乱や飢餓で産まれなかった者も含めると7600万人との分析がある 。農村部では特に栄養失調者が相次ぎ、食人行為が横行するほどの飢餓を生む大失敗に終わった。毛沢東政権下の死者の合計が1億人とする説も出現した。毛沢東は1959年4月に国家主席を退任し、劉少奇が後任となる。
1962年1月の中央工作会議（七千人大会）で、劉少奇は「三分の天災、七分の人災」と大躍進の原因を評価した。毛沢東がただ一度の自己批判を行ったのはこの会議の席上である。しかし、中国共産党中央委員会主席だった毛沢東賛美教育は変わらず、劉少奇がトップとして大躍進政策の尻拭いを担当した。しかし、1966年には再びトップの地位を得ようとする毛沢東の扇動によって、文化大革命が起きた。